# Roquestéron
Roquestéron est une commune française située dans le département des Alpes-Maritimes, en région Provence-Alpes-Côte d'Azur.
Ses habitants sont appelés les Roquerois, et anciennement, selon Baptistin Giauffret, les Rouqueirols.

## Géographie

### Localisation
Roquestéron est une commune française qui appartient à une localité divisée en deux communes : 
- sur la rive gauche de l’Estéron, le gros bourg de Roquestéron,
- et sur la rive droite, juste en face, La Roque-en-Provence, anciennement Roquestéron-Grasse (79 habitants).

Elle est bordée sur sa façade Sud par la rivière vert pâle.

### Géologie et relief

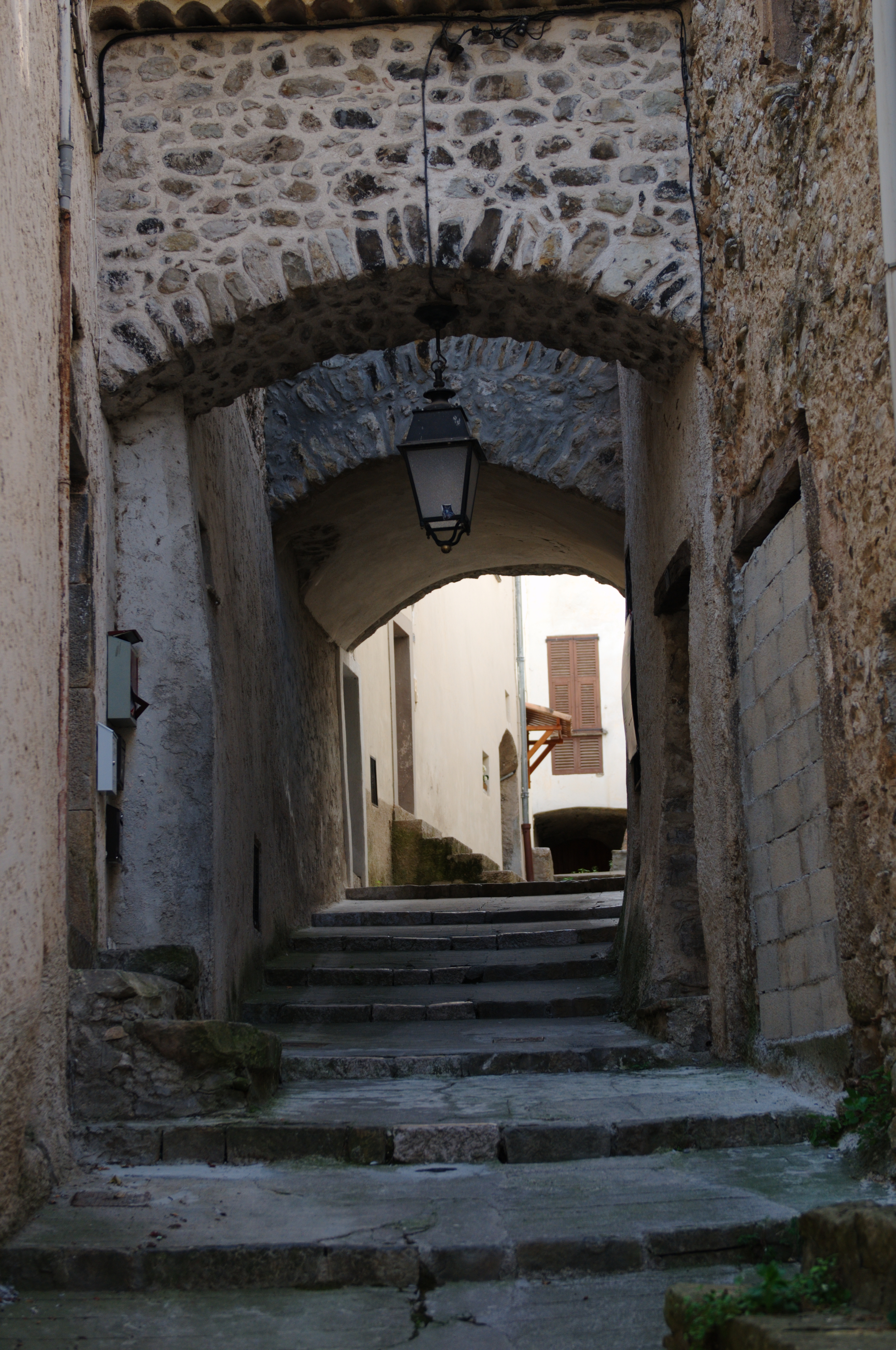
Rue du village (Voie Romaine) avec escaliers muletiers, adaptés à la pente douce et au passage d'animaux domestiques.

La commune se compose de 63,63 hectares de territoires agricoles (10,04 %) et 570,27 hectares de forêts et milieux semi-naturels (89,95 %).
La superficie de la commune est de 647 hectares ; l'altitude varie entre 270 et 1 040 mètres.
Le village est bâti en adret au bas du Mont Long.
La géomorphologie générale est celle des Préalpes de Grasse. La présence d’affleurements de strates et quelques rares sites fossilifères (belemnites, polypes, mollusques) témoignent du plancher océanique de la Téthys mésozoïque.  Par rapport au faciès du Sud de l’Estéron jusqu’au massif du Cheiron (lui-même plus ancien) majoritairement crétacé, le territoire de Roquestéron présente, essentiellement des séries sédimentaires cénozoïques recouvrant le substrat crétacé visible au sommet du Mont Long (et jusqu'à un affleurement oxfordien). 
Ces sédiments (tous calcaires des Préalpes de Grasse : éboulis, marnes, divers calcaires dont quelques nummulitiques) sont issus de l’érosion des reliefs environnants, surtout éocène et jusqu'au Pliocène, les blocs s’accumulant en fond de vallée.
À l’ouest de la commune, après Sigale, le relief est plus tourmenté, avec la présence des fameuses clues. Loin au nord-est, l'horizon de Cuébris (où fut dégagé un fossile de crocodilien du Crétacé inférieur) dévoile une rive lacustre ou une crique lagunaire de l’Éocène inférieur.

### Hydrographie et les eaux souterraines
Cours d'eau sur la commune ou à son aval :
- le village est profondément marqué, dans son nom et son histoire, par la rivière Estéron, affluent du Var. Sa pente est de 6 % jusqu'au village, puis décroît à 5 % après le goulet du Peïroulet formé par les extrémités des monts de la Chabrière et Auvière. À cet endroit, un modeste affluent au nom traditionnel de Riou rejoint la rivière en rive gauche ;
- le Riou ;
- le ruisseau de Monaque ;
- vallons des Graves, de la Villette, de Lauviera, de Vaisselet[5] ;
- ravins du Miniot, des Combas, de Caïne.

Roquestéron  dispose de la station d'épuration d'une capacité de 2 000 équivalent-habitants,.

### Catastrophes naturelles - Sismicité
Le 2 octobre 2020, de nombreux villages des diverses vallées des Alpes-Maritimes (Breil-sur-Roya, Fontan, Roquebillière, St-Martin-Vésubie, Tende...) sont fortement impactés par un « épisode méditerranéen » de grande ampleur. Certains hameaux sont restés inaccessibles jusqu'à plus d'une semaine après la catastrophe et l'électricité n'a été rétablie que vers le 20 octobre. L'Arrêté du 7 octobre 2020 portant reconnaissance de l'état de catastrophe naturelle a identifié 55 communes, dont Roquestéron, au titre des "Inondations et coulées de boue du 2 au 3 octobre 2020".
Commune située dans une zone de sismicité moyenne,.

### Climat
Pour des articles plus généraux, voir Climat de Provence-Alpes-Côte d'Azur et Climat des Alpes-Maritimes.
En 2010, le climat de la commune est de type climat méditerranéen franc, selon une étude du Centre national de la recherche scientifique s'appuyant sur une série de données couvrant la période 1971-2000. En 2020, Météo-France publie une typologie des climats de la France métropolitaine dans laquelle la commune est exposée à un climat méditerranéen et est dans la région climatique Var, Alpes-Maritimes, caractérisée par une pluviométrie abondante en automne et en hiver (250 à 300 mm en automne), un très bon ensoleillement en été (fraction d’insolation > 75 %), un hiver doux (8 °C) et peu de brouillards.
Pour la période 1971-2000, la température annuelle moyenne est de 13,8 °C, avec une amplitude thermique annuelle de 16,1 °C. Le cumul annuel moyen de précipitations est de 1 010 mm, avec 6,2 jours de précipitations en janvier et 4 jours en juillet. Pour la période 1991-2020, la température moyenne annuelle observée sur la station météorologique de Météo-France la plus proche, « Ascros », sur la commune d'Ascros à 5 km à vol d'oiseau, est de 10,8 °C et le cumul annuel moyen de précipitations est de 930,1 mm. 
La température maximale relevée sur cette station est de 34,4 °C, atteinte le 18 juillet 2023 ; la température minimale est de −10,7 °C, atteinte le 28 février 2018,,.
Les paramètres climatiques de la commune ont été estimés pour le milieu du siècle (2041-2070) selon différents scénarios d'émission de gaz à effet de serre à partir des nouvelles projections climatiques de référence DRIAS-2020. Ils sont consultables sur un site dédié publié par Météo-France en novembre 2022.

### Voies de communication et transports

#### Voies routières
Le territoire communal, dont le village (sous le nom d'avenue Georges Salvago), est traversé par la Route départementale D17, ancien Chemin vicinal de grande communication n°17. D'une longueur de 38 km, elle relie la Roquette sur Var à la D2211A au Pont des Miolans, via Gilette. La portion sur cette dernière commune, gérée par la Métropole Nice Côte d'azur, est reclassée depuis 2012 route métropolitaine (M17). Venant de Bouyon et Conségudes (arrondissement de Grasse), la D1 franchit le Pont de France et relie la Roque-en-Provence à Roquestéron, se joignant à la D17 au pont du Riou à l'entrée du village. À sa sortie (direction Sigale), la modeste D317, dite route de Cuébris, rejoint celui-ci.

#### Transports en commun
- Transport en Provence-Alpes-Côte d'Azur

Une ligne régulière du réseau Zou ! dessert la ville de Nice, à 56 km.

### Intercommunalité
Depuis le 1er janvier 2014, Roquestéron fait partie de la communauté de communes des Alpes d'Azur. Elle était auparavant membre de la communauté de communes de la vallée de l'Estéron, jusqu'à la disparition de celle-ci lors de la mise en place du nouveau schéma départemental de coopération intercommunale.
Depuis le Rattachement et jusqu'en 2015, Roquestéron était le chef-lieu du canton de Roquestéron (arrondissement de Puget-Théniers jusqu'en 1926).

## Urbanisme

### Typologie
Au 1er janvier 2024, Roquestéron est catégorisée commune rurale à habitat dispersé, selon la nouvelle grille communale de densité à 7 niveaux définie par l'Insee en 2022.
Elle est située hors unité urbaine. Par ailleurs la commune fait partie de l'aire d'attraction de Nice, dont elle est une commune de la couronne,. Cette aire, qui regroupe 100 communes, est catégorisée dans les aires de 200 000 à moins de 700 000 habitants,.

### Occupation des sols
L'occupation des sols de la commune, telle qu'elle ressort de la base de données européenne d’occupation biophysique des sols Corine Land Cover (CLC), est marquée par l'importance des forêts et milieux semi-naturels (90 % en 2018), une proportion identique à celle de 1990 (90 %). La répartition détaillée en 2018 est la suivante : 
forêts (79,9 %), zones agricoles hétérogènes (10 %), milieux à végétation arbustive et/ou herbacée (10 %).
L'évolution de l’occupation des sols de la commune et de ses infrastructures peut être observée sur les différentes représentations cartographiques du territoire : la carte de Cassini (XVIIIe siècle), la carte d'état-major (1820-1866) et les cartes ou photos aériennes de l'IGN pour la période actuelle (1950 à aujourd'hui).

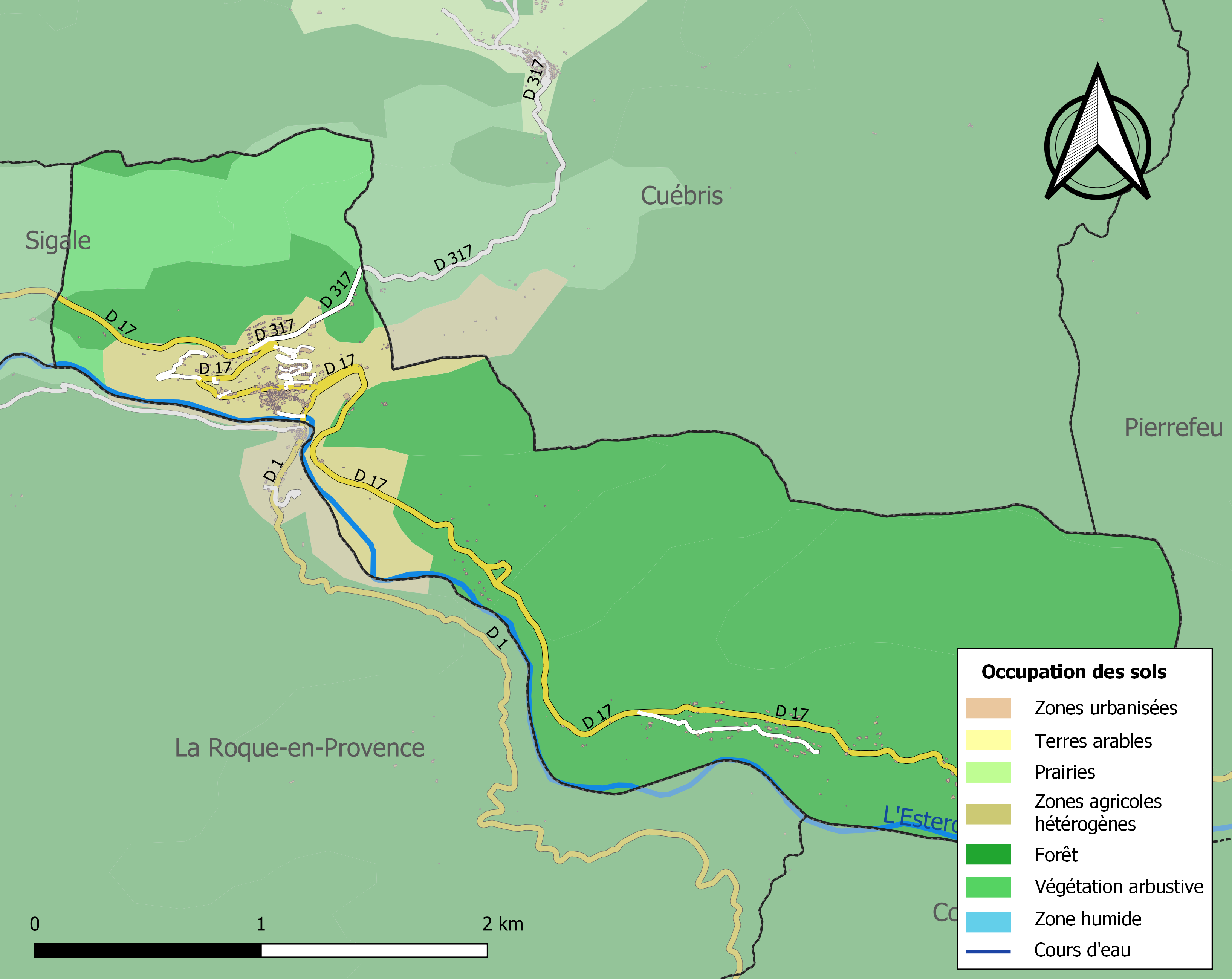
Carte de l'occupation des sols de la commune en 2018 (CLC).

### Morphologie urbaine
Roquestéron est un village avec son café et sa place aux boulistes ombragée de platanes, et possède une placette fleurie.
À 5 kilomètres se situe un hameau, le Ranc, sur la D7.

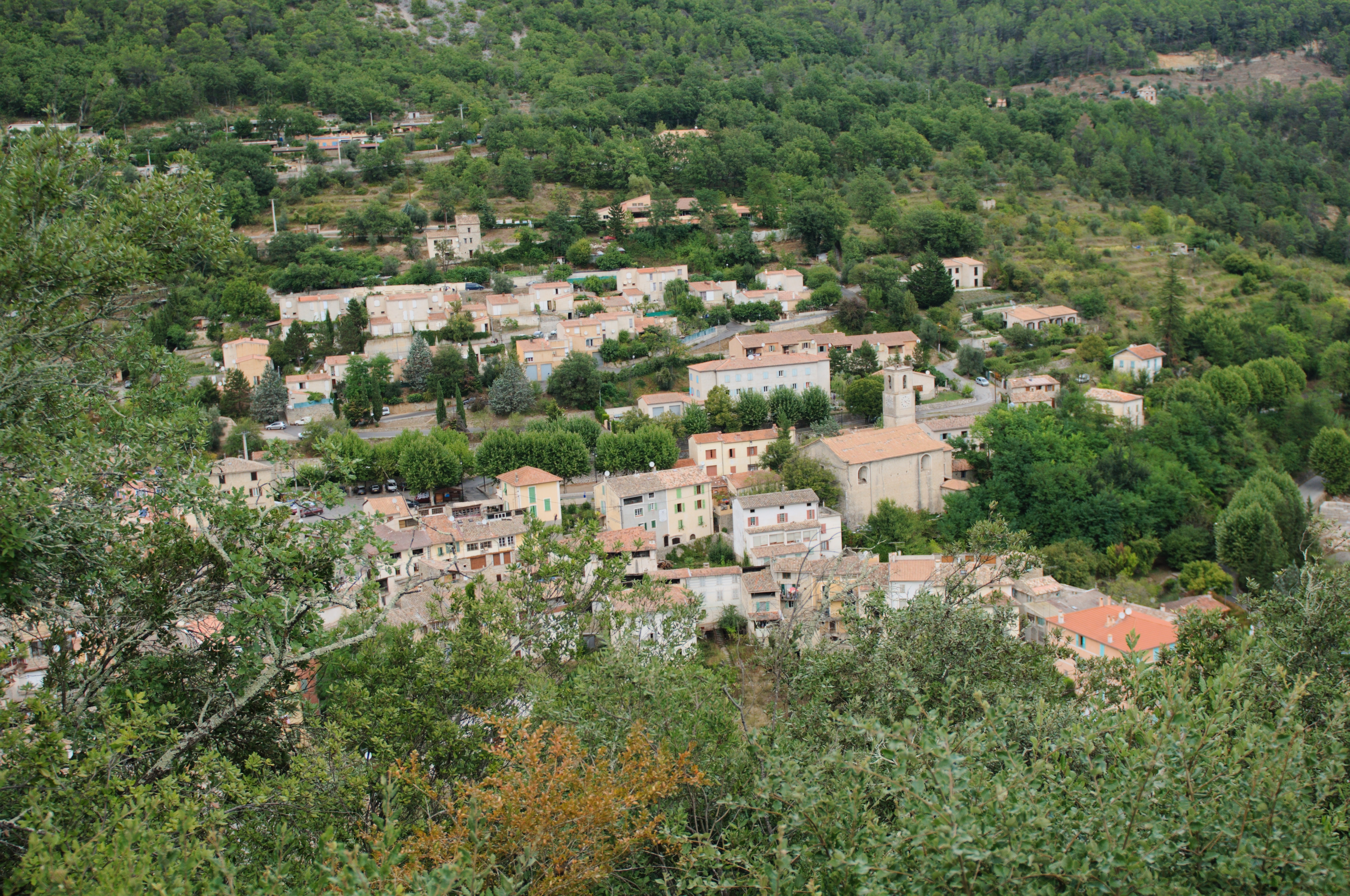
Vue du village dans le paysage.
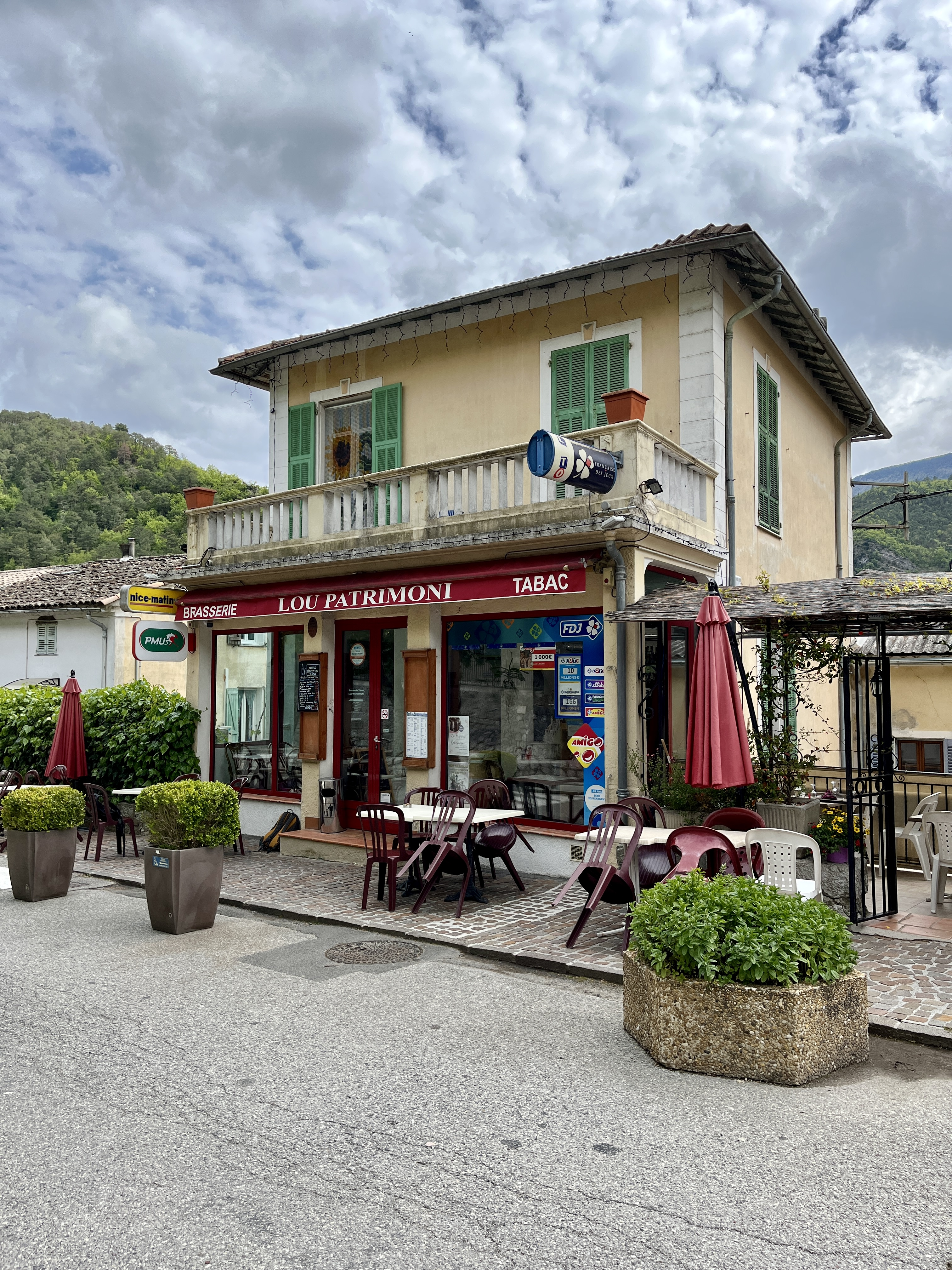
Le café de Roquestéron.
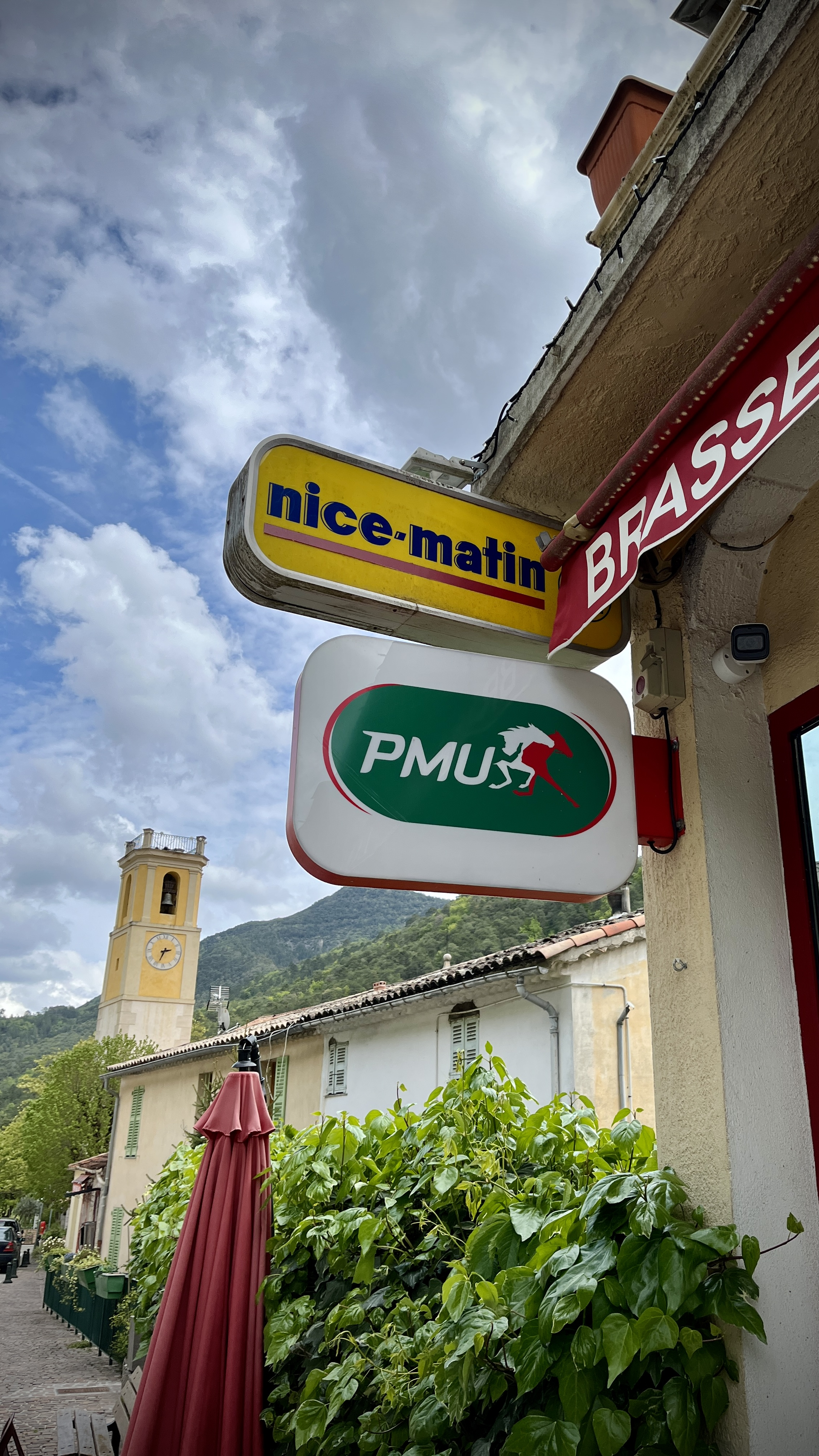
Le café de Roquestéron, avec l'église en second plan.

### Logement
En 2009, le nombre total de logements dans la commune était de 387, alors qu'il était de 340 en 1999.
Parmi ces logements, 61,5 % étaient des résidences principales, 31,5 % des résidences secondaires et 7,0 % des logements vacants. Ces logements étaient pour 75,5 % d'entre eux des maisons individuelles et pour 22,0 % des appartements.
La proportion des résidences principales, propriétés de leurs occupants était de 68,1 %, en hausse sensible par rapport à 1999 (62,1 %). La part de logements HLM loués vides (logements sociaux) était de 2,5 % contre 5,6 % (Résidences principales selon le statut d'occupation).

## Toponymie
Jusqu'à correction en 2013, le nom de la commune, tel qu'indiqué par le Code officiel géographique était Roquesteron.
En 1985 a été aboli le nom donné lors du rattachement à la France : Roquesteron-Puget. Auparavant, le village (et surtout la « Vieille Ville » originelle, l'actuelle Roque-en-Provence) avait reçu comme toponymes Roccasterone, la Rocca, la Roccha de Sterono, Roca-Staroni, Rocca Steronis. Le nom du village, en rive gauche et ici présenté, était Roccasterone durant sa période sarde.
L'étymologie du nom, à double oronymie, le roc/rocher fortifié de/sur l'Estéron, est à rapprocher de celle de cette rivière.

## Histoire

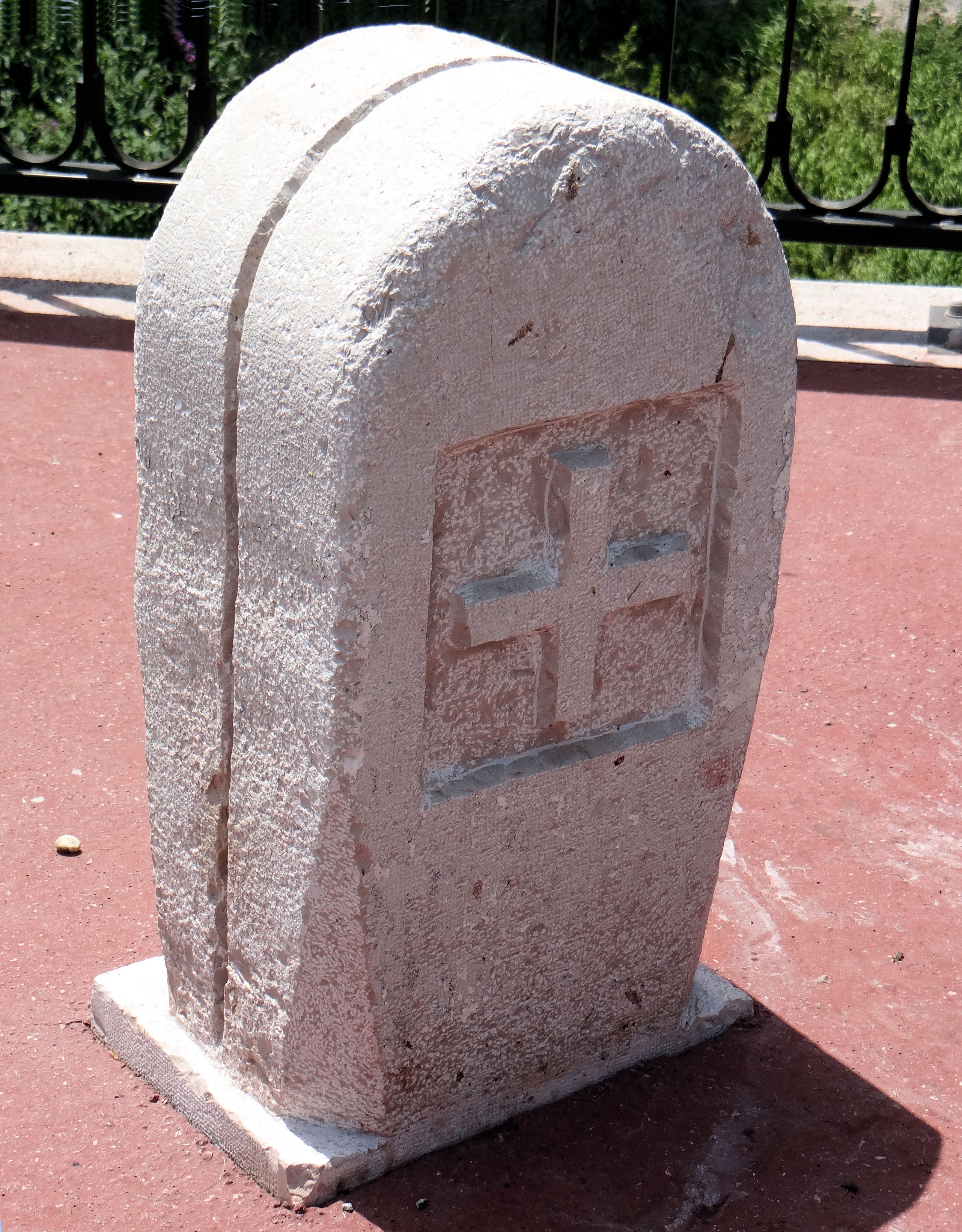
Sur le Pont de France, borne-frontière (reconstitution) coté Roquestéron, présentant les armes de la maison de Savoie.

Le village actuel de Roquestéron, anciennement dénommé Roccasterone puis Roquesteron-Puget, sur la rive gauche de l'Estéron, n'a d'existence administrative que depuis le Traité de Turin de 1760 ; auparavant, son histoire est celle d'un faubourg de la Rocca fondée rive droite, créé à partir du XVe siècle.
Il y a 2 000 ans déjà, la tribu ligure « les Velauni » occupait le terroir. Puis vinrent les romains comme en témoignent un épigraphe et un cippe, ce dernier bordant probablement la route carrossable (dite Voie romaine) qui reliait Vence à Castellane.
Après les siècles obscurs des invasions, le premier seigneur connu de Roquestéron, Raymond Rostaing donna en 1025 et 1046 des terres et des biens à l’abbaye de Lérins qui fonda un prieuré. Sa famille y érige un castrum de la Rocha au XIIe siècle, sans doute un poste de guet et une église fortifiée, l'actuelle église Sainte Pétronille. Un autre castrum aurait été érigé dans le hameau de Gerbières (castrum Garberii). Vers 1300, Raymond Féraud, illustre prieur, noble et lettré, y écrivit (au modeste monastère Saint Jean de Moustiers à la Haute Olive) une partie de La Vida de Sant Honorat.
Jusqu’en 1388, Roquestéron resta provençale. De 1388 à 1760, excepté quelques parenthèses françaises, elle fait partie du duché de Savoie, puis du royaume de Piémont-Sardaigne. Le village fortifié voisin de Cuébris demeure provençal, intégré au royaume de France en 1481. Ainsi, durant presque un demi-millénaire, la Rocca est une terre frontalière.
Au cours des siècles, le village accroché au flanc du rocher qui domine l’Estéron sur la rive droite, descendit vers la rivière, la franchit (vraisemblablement à partir du XVe siècle), et peu à peu, le faubourg rive gauche cultivé se couvre de bâtisses, au voisinage des territoires de Cuébris et du prieuré/lieu-dit Saint Jean d'Aurèle de l'ancien village de la Caïnée. À la fin du XVIIe siècle, essor démographique et calme politique aidant, celui-ci accueille une majorité de feux, de riches familles bourgeoises (Saint-Jean qui donnent au lieu le nom de Borgho Sangian, Alziari propriétaires du Champon) y font construire des maisons dont les linteaux datés subsistent. En 1739, 333 habitants habitent en rive gauche, 87 dans la « Vieille Ville » rive droite. Sur l'emplacement d'une chapelle de pénitents, une église Saint Arige est construite à partir de 1735.
1760 est une date essentielle : le Traité de Turin (article 8 à 11), fixant l’Estéron comme frontière entre les États sardes et la France, coupa le village en deux, donnant la rive droite à la France. Le pont enjambant la rivière devint pont international avec une borne frontière de bois en son milieu : il est baptisé plus tard « pont de France ». Avant le Traité, l'ouvrage n'est pas mentionné sur les cartes, « le pont en bois est emporté par les crues de la rivière, ce qui arrive souvent ». Les lithographies aux alentours de 1860 illustrent un pont à deux arches en bois et une pile de pierre, construit dans la seconde moitié du XVIIIe siècle,. Il est reconstruit solidement de 1873 (date sur la culée Sud) à 1876, et sera partiellement dynamité par le groupement F.T.P du commandant Masselot le 15 août 1944. La rive gauche, restée sarde avec le nom de Roccasterone devient française en 1793, après la victoire des troupes de la Révolution. Les deux communautés demandent sans succès leur réunion. En 1814 à la chute de l’Empire et par le Traité de Paris, elle redevient sarde et chef-lieu de mandement jusqu’en 1860 , date de son rattachement définitif à la France (Roccasterone prenant le nom de Roquesteron-Puget).
Toutefois, les deux communautés, créées de part et d’autre de la rivière, restent séparées administrativement et ce jusqu’à nos jours.
Une route carrossable joint le Pont Charles-Albert à Roquestéron en 1871, et il faudra attendre 1900 pour relier Roquestéron-Grasse à Conségudes.
Roquesteron-Puget de 1860 jusqu’après 1945 suit l'évolution commune des nombreux villages de l'arrière-pays niçois : modernisations, pauvreté et exode rural, désenclavement et apparition du tourisme. Il retrouve le « poids » d'un chef-lieu de canton par l'installation d'administrations et la venue de R.O.N.A. en 1963.

## Politique et administration
| Période                                  | Période           | Identité            | Étiquette | Qualité                                                                          |
| ---------------------------------------- | ----------------- | ------------------- | --------- | -------------------------------------------------------------------------------- |
| Les données manquantes sont à compléter. |                   |                     |           |                                                                                  |
| 1861                                     | 1865              | Célestin Alziary    |           |                                                                                  |
| 1865                                     | 1868              | Pie Garrel          |           |                                                                                  |
| 1868                                     | 1879              | Célestin Alziary    |           |                                                                                  |
| .                                        | 1885              | Jules Dalmassy      |           |                                                                                  |
| 1885                                     | 1892              | Cyrille Passeron    |           |                                                                                  |
| 1892                                     | 1919              | François Alziary    | RG        |                                                                                  |
| 1919                                     | 1922 (démission)  | Pierre Passeron     | RG        | Médecin                                                                          |
| 1922                                     | 1925              | François Guérin     | PR        | Médecin                                                                          |
| 1925                                     | 1929              | César Combe         |           | Agriculteur                                                                      |
| 1929                                     | 1945              | Gustave Lions       | PRS       | Fonctionnaire puis retraité                                                      |
| 1945                                     | 1947 (décès)      | Robert Victor Lions | PCF       | Médecin                                                                          |
| 1947                                     | 1959              | Gaston Alziary      |           |                                                                                  |
| .                                        | 1962              |                     |           |                                                                                  |
| 1962                                     | 1971              | Francis Noirel      |           |                                                                                  |
| 1971                                     | 1989              | Elie Frédy          |           |                                                                                  |
| 1989                                     | 13 septembre 2013 | André Roumagnac     |           | Retraité / Vice-président de la Communauté de communes de la Vallée de l'Estéron |
| 7 décembre 2013                          | En cours          | Danielle Chabaud    | DVD       | Ancien cadre. Retraitée                                                          |

## Population et société

### Démographie

#### Évolution démographique
L'évolution du nombre d'habitants est connue à travers les recensements de la population effectués dans la commune depuis 1793. Pour les communes de moins de 10 000 habitants, une enquête de recensement portant sur toute la population est réalisée tous les cinq ans, les populations de référence des années intermédiaires étant quant à elles estimées par interpolation ou extrapolation. Pour la commune, le premier recensement exhaustif entrant dans le cadre du nouveau dispositif a été réalisé en 2004.

En 2022, la commune comptait 557 habitants, en évolution de −4,46 % par rapport à 2016 (Alpes-Maritimes : +2,85 %, France hors Mayotte : +2,11 %).
| 1793 | 1800 | 1806 | 1822 | 1838 | 1848 | 1858 | 1861 | 1866 |
| ---- | ---- | ---- | ---- | ---- | ---- | ---- | ---- | ---- |
| 347  | 344  | 413  | 522  | 450  | 516  | 467  | 440  | 433  |

| 1872 | 1876 | 1881 | 1886 | 1891 | 1896 | 1901 | 1906 | 1911 |
| ---- | ---- | ---- | ---- | ---- | ---- | ---- | ---- | ---- |
| 477  | 505  | 458  | 450  | 430  | 431  | 346  | 404  | 410  |

| 1921 | 1926 | 1931 | 1936 | 1946 | 1954 | 1962 | 1968 | 1975 |
| ---- | ---- | ---- | ---- | ---- | ---- | ---- | ---- | ---- |
| 317  | 284  | 281  | 326  | 263  | 221  | 221  | 422  | 404  |

| 1982 | 1990 | 1999 | 2004 | 2006 | 2009 | 2014 | 2019 | 2022 |
| ---- | ---- | ---- | ---- | ---- | ---- | ---- | ---- | ---- |
| 428  | 509  | 478  | 506  | 500  | 558  | 574  | 577  | 557  |

### Enseignement
Établissements d'enseignements :
- école maternelle ;
- école primaire[44] ;
- collèges à Puget-Théniers, Saint-Martin-du-Var, Saint-Jeannet.

### Santé
Professionnels et établissements de santé :
- médecins à Bouyon, Villars-sur-Var, Puget-Théniers, Gilette ;
- pharmacies à Gilette, Carros ;
- hôpitaux à Villars-sur-Var, Puget-Théniers, Saint-Jeannet.

### Cultes
- Culte catholique, Paroisse Notre-Dame de Miséricorde[46], Diocèse de Nice.

### Manifestations culturelles et festivités
Station climatique d'été. Fête patronale : saint Matthieu à la mi-août. Foire de printemps mi-avril ou début mai. Marché hebdomadaire les mercredis toute l'année. Village des bêtes heureuses en 1960[réf. nécessaire].

## Économie

### Budget et fiscalité 2023
En 2023, le budget de la commune était constitué ainsi :
- total des produits de fonctionnement : 763 000 €, soit 1 321 € par habitant ;
- total des charges de fonctionnement : 690 000 €, soit 1 194 € par habitant ;
- total des ressources d'investissement : 467 000 €, soit 808 € par habitant ;
- total des emplois d'investissement : 711 000 €, soit 1 229 € par habitant ;
- endettement : 612 000 €, soit 1 058 € par habitant.

Avec les taux de fiscalité suivants :
- taxe d'habitation : 14,67 % ;
- taxe foncière sur les propriétés bâties : 23,09 % ;
- taxe foncière sur les propriétés non bâties : 22,20 % ;
- taxe additionnelle à la taxe foncière sur les propriétés non bâties : 0,00 % ;
- cotisation foncière des entreprises : 0,00 %.

### Revenus de la population et fiscalité
En 2010, le revenu fiscal médian par ménage était de 22 798 €, ce qui plaçait Roquestéron au 26 800e rang parmi les 31 525 communes de plus de 39 ménages en métropole.
Chiffres clés Revenus et pauvreté des ménages en 2021 : médiane en 2021 du revenu disponible, par unité de consommation : 20 390 €.

### Emploi
En 2009, la population âgée de 15 à 64 ans s'élevait à 339 personnes, parmi lesquelles on comptait 65,5 % d'actifs dont 55,5 % ayant un emploi et 10,0 % de chômeurs.
On comptait 115 emplois dans la zone d'emploi, contre 114 en 1999. Le nombre d'actifs ayant un emploi résidant dans la zone d'emploi étant de 192, l'indicateur de concentration d'emploi est de 59,8 %, ce qui signifie que la zone d'emploi offre un peu plus d'un emploi pour deux habitants actifs.

### Agriculture
La directive territoriale d'aménagement et de développement durables (DTADD), à laquelle doit répondre le plan local d'urbanisme, insiste sur certaines orientations et objectifs comme "maintenir et développer les activités traditionnelles au premier rang desquelles figurent l’agriculture, le pastoralisme qui jouent un rôle majeur dans l’entretien de l’espace et des paysages.
Le territoire communal est totalement inclus dans deux périmètres d’Appellation d'origine contrôlée (AOC) : * Périmètre AOC « Olive de Nice » par décret du 20 avril 2001; * Périmètre AOC « Huile d'olive de Nice » par décret du 26 novembre 2004.
- Agriculteur[53].
- Sylviculture-pêche.

### Tourisme
L'Estéron, qui traverse le village de Roquestéron, est une rivière  de couleur émeraude avec ses lieux touristiques très convoités pour ses cascades et clues, qui attirent les touristes, entre autres pour le canyoning, la baignade et la pêche.
L'environnement naturel et les nombreux sentiers de la commune permet également la pratique de la randonnée pédestre, du VTT, de l'équitation.
Des sentiers donnent en effet accès aux clues impressionnantes d'Aiglun et du Riolan, et passent à côté de chapelles champêtres cachées par la végétation.
Les randonneurs peuvent suivre le GR 510 qui relie Saint-Cézaire à Sospel, jusqu’au sommet du Cheiron (1 777 m) qui offre un panorama sur la Côte d'Azur et les Alpes.
Le village se développe économiquement grâce à sa position géographique, à une heure de route de Nice et de Grasse. Il fait aussi partie du Parc naturel régional des Préalpes d'Azur.
- Camping-Bar-Restaurant; chambres d'hôtes[55].
- Restaurant-auberge Le vieux moulin[56].
- Bar, Pizza[57].

### Entreprises et commerces
- Commerces et services de proximité[58].

Au 31 décembre 2010, Roquestéron comptait 51 établissements : un dans l’agriculture-sylviculture-pêche, cinq dans l'industrie, quatorze dans la construction, vingt-quatre dans le commerce-transports-services divers et sept étaient relatifs au secteur administratif.
En 2011, dix entreprises ont été créées à Roquestéron, dont huit par des autoentrepreneurs.

## Culture locale et patrimoine

### Lieux et monuments

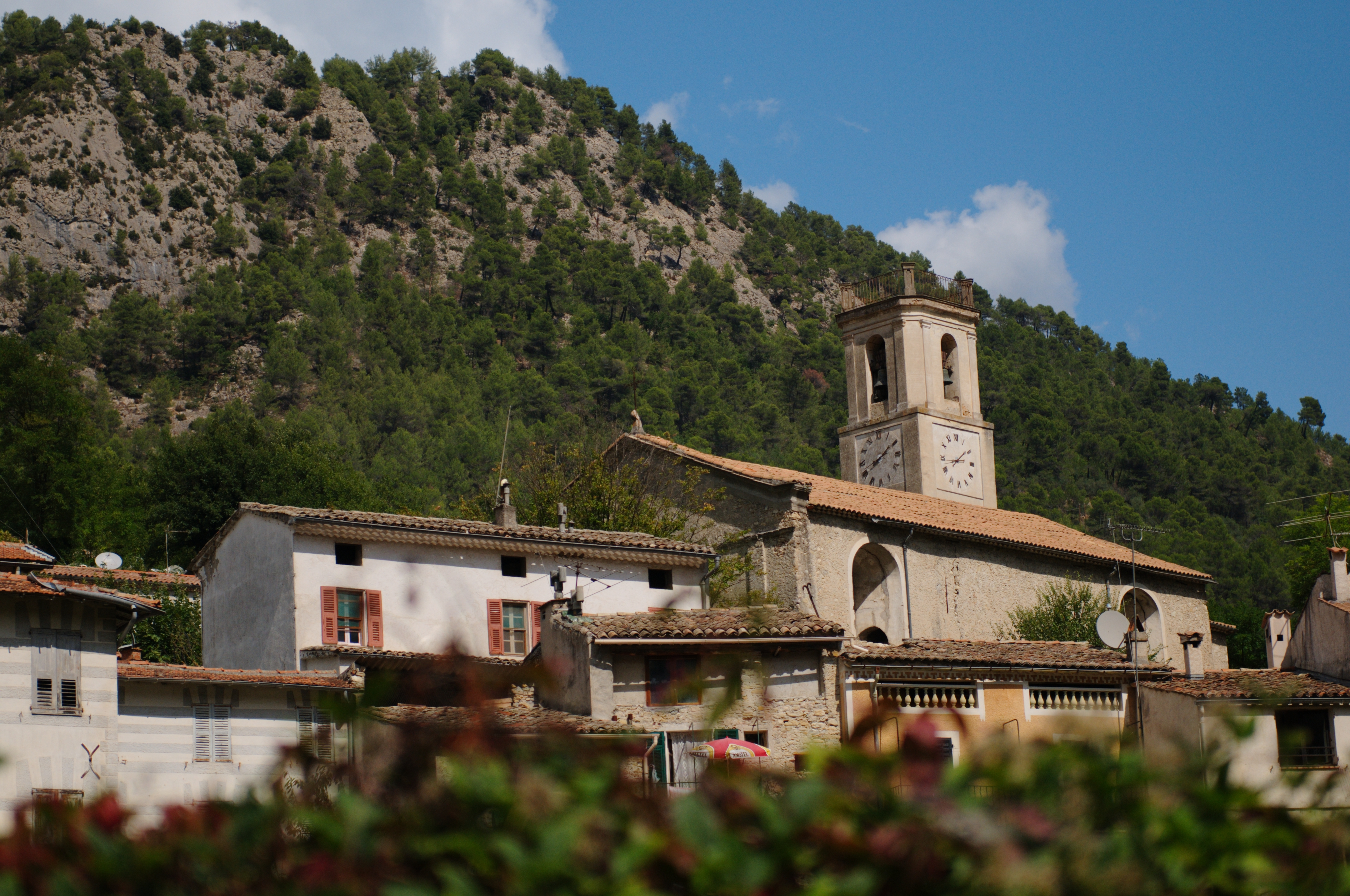
L'église.
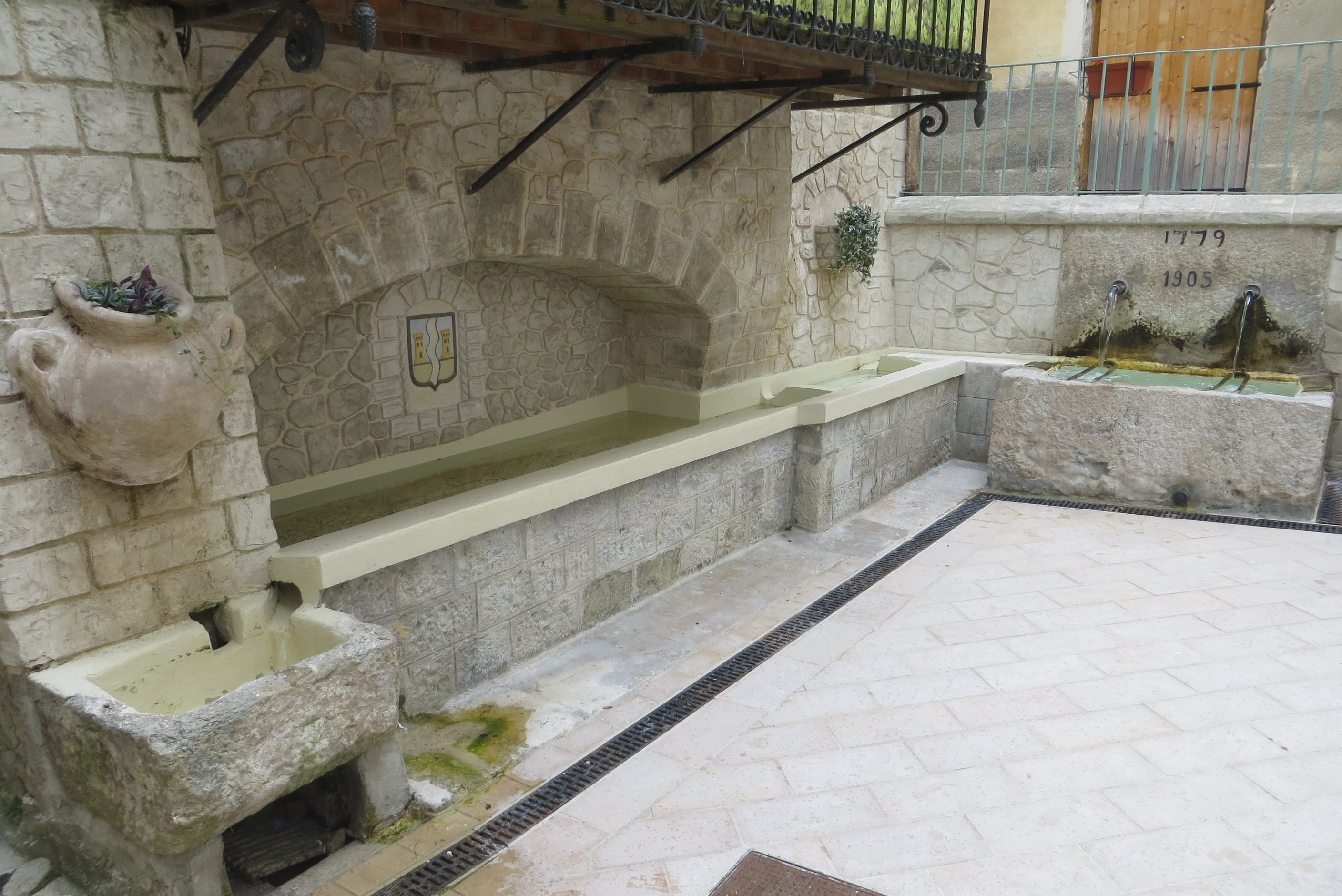
Fontaine-lavoir.
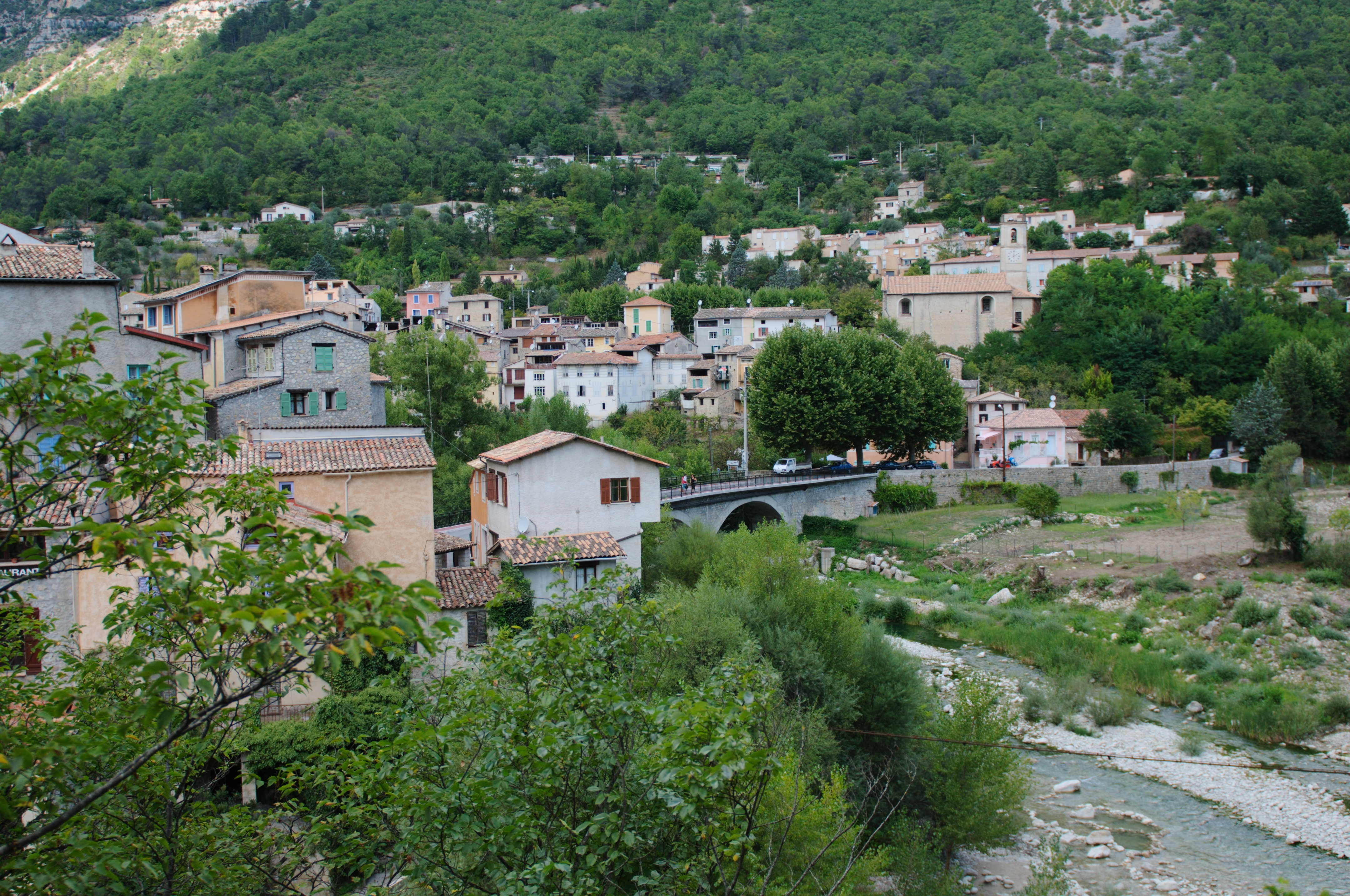
Pont entre Roquesteron et Roquestéron-Grasse.

En rive gauche, une promenade dans le village permet de découvrir de belles ruelles bordées de maisons présentant de beaux encadrements de portes, dont certains datés de la fin du XVIIe et du XVIIIe siècle. Dans la voie romaine, un cippe du IIe siècle est remployé dans un mur de maison. L'ancienne mairie, rue du Docteur-Passeron, était à l'origine la résidence de la Alziary de Malaussène (anoblie en 1723), dont un des membres fut maire de Nice de 1886 à 1896. L'église Saint-Érige, construite à partir de 1735, à nef unique couverte d'une voûte en berceau, renferme quelques toiles intéressantes. Des locaux qui abritèrent jadis des activités artisanales ont été restaurés par la Société du four à pain et du pressoir (association loi de 1901, devenue l'association roquéroise du Four à pain et du Pressoir dont le but est la sauvegarde du patrimoine local) : le four à pain, le pressoir, l'ancienne boucherie, la forge, le moulin à huile, la cordonnerie sont visitables sur rendez-vous.
Patrimoine religieux :
- Église Saint-Erige[61] du XVIIIe siècle, construite à partir de 1735 comme l'indique le millésime gravé dans la partie droite de la façade de l'église, abritant quelques peintures et objets intéressants[62]. Son nom est repris de l'ancienne église paroissiale, actuelle Sainte Pétronille[30]. L'église est à nef unique voûtée en plein cintre avec une façade classique et un clocher. Elle a fait l'objet d'une inscription sur l'Inventaire supplémentaire des monuments historiques en 2014[63]. La qualité de la resturation de l'église a justifié, en décembre 2016, l'attribution à la commune du prix départemental des « Rubans du patrimoine »[64].
- Chapelle de l'Annonciation[65].
- Chapelle Dalmassy[66].
- 10 oratoires anciens[67].
- Monuments commémoratifs :

Monument aux morts,.
Plaque en hommage aux harkis à Roquesteron dans le jardin de l'ordre national du mérite,.
Autres patrimoines :
- Site de Champalaric[73]
- Vestiges du château[74],[75].
- Immeuble de la famille Alziary comte de Malaussène, dont l'un des descendants fut maire de Nice (1886-1896).
- Patrimoine rural :

Fontaine (1907).
Fontaine-lavoir (1779).
Linteaux de portes XVIIe siècle
Four et pressoir communaux, forge, moulin à huile, échoppes de boucher et cordonnier anciens (musées privés).
Objets et outils insolites utilisés autrefois, anciennes mesures, monnaies, sceau ; documentation très importante sur l'histoire du village et de la vallée ; circuit des oratoires et des sites historiques.

### Personnalités liées à la commune
- Raymond Féraud, moine troubadour
- Georges Salvago (1896-1976), homme politique ; la rue principale du village porte son nom.
- Baptistin Giauffret[77] (1896-1983), militant syndicaliste.
- Eva Garnier, plus connue sous le nom de scène d’Eva Queen. Jeune chanteuse française, dont le son « mood » a propulsé la carrière et sœur de la star de télé-réalité jazz correa lanfranchi[78], est originaire de Roquesteron.
- Tania Visirova (1908-1984), danseuse nue des Folies Bergère, favorite du roi Zog Ier d'Albanie de 1929 à 1933, héroïne du roman-feuilleton de Roger Vailland, La Visirova, inhumée à Roquestéron.

### Héraldique
| Blason de Roquestéron | Blason  | D’azur à la champagne de sinople soutenant deux tours d’or sur un mont issant du même, au pal ondé d’argent brochant sur le tout. |
| Blason de Roquestéron | Détails | Le statut officiel du blason reste à déterminer.                                                                                  |

Les armoiries de Roquestéron datent seulement de 1961. Celles choisies ont été composées par Charles-Alexandre Fighiéra et Gustave-Adolphe Mossa. Elles représentent la commune de Roquestéron-Grasse et celle de Roquestéron, symbolisées par deux tours séparées par la rivière Estéron. L’inscription latine ANGULUS RIDET qui veut peut-être rappeler l’occupation romaine de ce terroir, signifie « Un coin qui réjouit », c’est-à-dire un endroit agréable. La locution empruntée à Horace (Mihi præter omnes angulus ridet) est visible aussi, entre autres, sur le cadran solaire de l'église Saint-Véran d'Ascros. S'il ne peut prétendre à des origines séculaires, le blason présente un sens certain de la géographie du terroir et de son histoire avec les deux communautés représentées à l'identique.